# 徐銤
徐銤（1937年4月7日—2023年1月4日），江苏扬州人，快堆技术专家，中国工程院院士，曾任中国核工业集团快堆首席专家。

## 履历[2]
- 1961年，毕业于清华大学工程物理系
- 2011年，当选中国工程院院士。